# Dirk H. Breiding
Dirk Holger Breiding (* 1970 in Frankfurt am Main) ist ein deutscher Kunsthistoriker, Waffenhistoriker und Museumskurator.

## Leben
Nach vier Jahren Grundschule in Oberursel (Taunus) von 1977 bis 1981 besuchte er das Gymnasium Bischof-Neumann-Schule in Königstein im Taunus, an der er 1990 das Abitur ablegte. Von 1990 bis 1991 absolvierte er seinen Wehrdienst in Wetzlar.
Von 1992 bis 1996 war Dirk Breiding zunächst mit der Fächerkombination Rechtswissenschaft, Kunstgeschichte und Geschichte an der Johann-Wolfgang-Goethe-Universität Frankfurt am Main eingeschrieben. Das Wintersemester 1994 und Sommersemester 1995 verbrachte Breiding als Auslandsjahr an der University of Edinburgh. Im Sommer 1996 wechselte er von Frankfurt an das University College London, wo er seine Studien nun ausschließlich der Kunstgeschichte und Geschichte widmete, und diese mit einem B.A. (1998) und M.A. (1999) erfolgreich abschloss. Während seiner Studienzeit absolvierte Breiding Praktika und Forschungsaufenthalte bei den Royal Armouries (1995, damals noch im Tower of London), in der Livrustkammaren in Stockholm (1997), und im Department of Arms and Armor des Metropolitan Museum of Art in New York City (1998).
Während seiner Studienzeit arbeitete Dirk Breiding aushilfsweise in einer Kunsthandlung auf der Bond Street (London). Seine erste kuratorische Anstellung erhielt er im Herbst 1999 am British Museum, in der damaligen Abteilung Medieval and Later Antiquities (heute Department of Britain, Europe and Prehistory), die jedoch zeitlich auf die Dauer eines digitalen Projektes begrenzt war. Von November 2000 bis Oktober 2001 schloss sich ein Beschäftigungsverhältnis in der Abteilung Arms and Armor (Historische Waffen und Rüstungen) des renommierten Londoner Auktionshaus Christie’s an. Im November 2001 begann Breiding ein einjähriges Praktikum (fellowship) im Department of Arms and Armor des Metropolitan Museum of Art in New York. Nach Beendigung des fellowship nahm er 2002 eine Festanstellung als kuratorischer Assistent (Curatorial Assistant) in derselben Abteilung an, 2005 wurde er zum Assistenzkurator (Assistant Curator) ernannt; in dieser Tätigkeit arbeitete er am Metropolitan Museum bis 2013. Im Juli 2013 wechselte Breiding von New York zum Philadelphia Museum of Art im US-Bundesstaat Pennsylvania, wo er seitdem die Position des Associate Curator of Arms and Armor innehat.
Dirk Breiding ist verheiratet und lebt mit seiner Frau und zwei Kindern in Philadelphia.

## Tätigkeiten
Breiding gehört zusammen mit Tobias Capwell, Stefan Krause, Ralph Moffat, Rachel Parikh, Jonathan Tavares, Pierre Terjanian, Keith Dowen und Marina Viallon zur neueren Generation international bekannter Waffenhistoriker. Seine bisherige Tätigkeit konzentrierte sich allgemein auf die Inventarisierung musealer Sammlungen, die Sepulkralskulptur als ikonographische Quelle für die Waffen- und Kostümkunde, sowie Fehlvorstellungen und Irrglauben über historische Waffen- und Rüstungen. Schwerpunkte seiner Forschungen bilden die Entwicklung des europäischen Harnischs im 14. und 15. Jahrhundert, das Turnierwesen des Mittelalters und der frühen Neuzeit, und historische Armbruste. Insbesondere auf letzterem Gebiet ist Breiding --neben Holger Richter und Jens Sensfelder-- einer der international führenden deutschsprachigen Wissenschaftler auf diesem Gebiet.

## Mitgliedschaften
- Armor and Arms Club, New York
- Arms and Armour Society, London
- Gesellschaft für Historische Waffen- und Kostümkunde, Berlin
- Verband Deutscher Kunsthistoriker, Bonn

## Ausstellungsmitwirkung
- 2010 – AufRuhr 1225! Ritter, Burgen und Intrigen, LWL-Museum für Archäologie – Westfälisches Landesmuseum Herne.[5]
- 2005 – “Prague – The Crown of Bohemia, 1347–1437”, The Metropolitan Museum of Art, New York.[6]
- 2005 – “The Armored Horse in Europe, 1480–1620”, The Metropolitan Museum of Art, New York.[7]
- 2004 – “Landgraf Philipp der Großmütige 1504–1567”, Universitätsmuseum Marburg.[8]

## Schriften (Auswahl)
- Arms and Armor. Highlights from the Philadelphia Museum of Art. Philadelphia/New Haven 2020, ISBN 978-0-87633-292-4.
- Eine römische Brandprojektilspitze „aus der Umgebung von Wien“, in: Niels Fleck (Hrsg.): Hieb- und Stichfest – Waffenkunde und Living History. Festschrift für Alfred Geibig(= Jahrbuch der Coburger Landesstiftung 63), Petersberg 2020,  ISBN 978-3-7319-1027-5, S. 58–67.
- “Late Medieval Shields in the Philadelphia Museum of Art – A Survey”, in: Raphael Beuing, Wolfgang Augustyn (Hrsg.), „Schilde des Spätmittelalters und der Frühen Neuzeit“ (Veröffentlichungen des Zentralinstituts für Kunstgeschichte in München 46, Schriften der Forschungsstelle Realienkunde 4), Passau 2019, S. 69–95.
- “Arms and Armor News from the Philadelphia Museum of Art”, in: “ICOMAM Magazine” 19 (2018), S. 24–28.
- “Eine bisher unbekannte Darstellung des Armbrustspannens zu Pferde”, in: “Jahrblatt der Interessengemeinschaft Historische Armbrust” (2018), S. 31–34.
- “Turniere und Turnierausrüstung in Mitteleuropa – von den Anfängen bis zum ausgehenden 15. Jahrhundert”, in: Matthias Pfaffenbichler, Stefan Krause (Hrsg.), “Turnier: 1000 Jahre Ritterspiele”, Wien 2017, S. 23–40, ISBN 978-3-7774-2879-6.
- “A Knife with the Arms and Orders of Duke Friedrich I of Württemberg”, in: Donald LaRocca (Hrsg.), “The Armorer's Art: Essays in Honor of Stuart Pyhrr”, Woonsocket, Rhode Island 2014, S. 133–142, ISBN 978-1-931464-67-3.
- “A Deadly Art - European Crossbows, 1250–1850”, New York/New Haven 2013, ISBN 978-0-300-19704-4.
- “Some Notes on Great Helms, Crests and Early Tournament Reinforces”, in: “Park Lane Arms Fair”, London 2013, S. 18–35.
- „Rennen, Stechen und Turnier zur Zeit Maximilians I.“, in: Cornelieke Lagerwaard (Hrsg.), ”Vor Halbtausend Jahren... – Festschrift zur Erinnerung an den Besuch des Kaisers Maximilian I. in St. Wendel”, Trier 2012, S. 53–84, ISBN 978-3-928810-94-4.
- mit Helmut Nickel: “A Book of Tournaments and Parades from Nuremberg”, in: “Metropolitan Museum Journal” 45 (2010), S. 125–186. ISSN 0077-8958.
- “Harnisch und Waffen des Hoch- und Spätmittelalters”, in: LWL-Museum für Archäologie – Westfälisches Landesmuseum Herne (ed.), “AufRuhr 1225! Ritter, Burgen und Intrigen”, Ausstellungskatalog (LWL-Museum für Archäologie, Herne), Herne 2010, S. 129–146, ISBN 978-3-8053-4108-0.
- “The Crossbow of Count Ulrich V von Württemberg”, in: “Metropolitan Museum Journal” 44 (2009), S. 61–87. ISSN 0077-8958.
- “Arms & Armor – A Farewell to Persistent Myths and Misconceptions”, in: Ena Giurescu Heller und Patricia C. Pongracz (Hrsg.), “Perspectives on Medieval Art – Learning Through Looking” (Proceedings from the symposium Seeing the Medieval: Realms of Faiths/Visions for Today, organized by the Museum of Biblical Art & Fordham University, New York, May 2008), New York 2009, S. 167–186, ISBN 978-1-904832-69-0.
- (mit Hans-Werner Peine) „An Important Find of Late 14th and Early 15th Century Arms and Armour from Haus Herbede, Westphalia”, in: “Journal of the Arms & Armor Society” XIX, no. 1 (March 2007), S. 1–28.
- mit Stuart W. Pyhrr und Donald LaRocca: “The Armored Horse in Europe”, 1480-1620, Ausstellungskatalog (The Metropolitan Museum of Art, New York), New York 2005, ISBN 978-0-300-20021-8.
- “Konrad Schenk von Erbach († 1464) – Eine Grabplatte mit ungewöhnlicher Rüstungsdarstellung”, in: “Waffen- und Kostümkunde” 44, Heft 2 (2002), S. 56–76. ISSN 0042-9945.
- “Dynastic Unity: Fourteenth-Century Military Effigies in the Chapel of Castle Kronberg”, in: “Church Monuments” XVI (2001), S. 5–21. ISSN 0268-7518.